# 密歇根号潜艇
密歇根号潜艇 (SSGN-727)是美国海军俄亥俄级弹道导弹核潜艇序列中的第二艘。同时，它也是第三艘以密歇根州之名命名的军舰。
密歇根号潜艇由通用动力下属的电船公司在康涅狄格州的格罗顿建造，并于1982年9月11日正式服役。1983年3月16日，该潜艇抵达华盛顿州的班戈海军潜艇基地，之后总共完成了66次战略威慑巡逻。
2007年6月，将密歇根号潜艇改装成巡航导弹核潜艇的工作在普吉特湾海军造船厂完成。更多关于改装的信息请查看《俄亥俄级核潜艇》。）在进入船坞改装之前，该潜艇的舷号为SSBN-727。
密歇根号潜艇现活动于太平洋海域，正在等待重新服役前的资格认证。
至2008年6月，密歇根号潜艇已经具备了完成战术打击和特种部队部署等任务的能力。目前该舰上的军官和船员正在接受加入美国海军太平洋舰队之前的训练。

## 大众文化中的密歇根号潜艇
- 在游戏《海豹突击队——火线小组2》（SOCOM II: U.S. Navy SEALs）的设定中，如果游戏玩家无法完成解救一艘位于华盛顿州附近海域的货船、并清理其上的放射性核武器的任务的话，密歇根号潜艇将受命前往继承该货船。

- 黛米·摩尔所出演的电影《魔鬼女大兵》中，曾出现了一艘舷号为SSBN-727的潜艇；且在该潜艇指挥官的帽上亦发现了“密歇根”字样。

### 引用
1. ↑  .   [2017-04-28]. （原始内容存档于2017-04-26）.
2. ↑  .   [2014-02-02]. （原始内容存档于2014-02-02）.